# آدولف لودویگ کارل موریتز
آدولف لودویگ کارل موریتز، کنت اوتوایلر (۳ ژوئن ۱۷۸۹ در زاربروکن، ناسائو-زاربروکن - ۱۰ دسامبر ۱۸۱۲ در ویلنیوس، امپراتوری روسیه)، یکی از اعضای خاندان شاهزاده ناسائو-زااربروکن، کونت و لیبروکن بود. ارتش وورتمبرگ. او به عنوان یک داوطلب در کمپین روسیه درگذشت.

## تحصیلات
آدولف در پاریس آموزش کلاسیک و شمشیربازی را زیر نظر یک معلم خصوصی آموخت. در ۱۶ سالگی، به دانشگاه رفت ودر دانشگاه بسیار فعال بود و در ابتدا یکی از اعضای دوئل برادری کرپس پالادیا شد و سپس در ۲۵ نوامبر ۱۸۰۵ عضو سپاه Suevia بود. در مارس ۱۸۰۷، او به سپاه رنانیا پیوست و گئورگ کلوس، عضو سپاه سوئیا را در دو بازی در اوایل سال ۱۸۰۸ به چالش کشید. سپس او به دانشگاه گوتینگن منتقل شد و در آنجا به جورج کلوس به عنوان یکی از بنیانگذاران و عضوارشد سپاه هانوفر پیوست. او در سال ۱۸۰۹ در جریان ماجرای پلیس، که در آن بسیاری از دانشجویان گوتینگن با پلیس پادشاهی وستفالیا در ۱۷ اوت ۱۸۰۹ درگیر شدند، تعلیق شد. از محل سکونت مادرش در مانهایم، او به مکاتبه با هانوفریان که رسماً منحل شده بود ادامه داد. او تحصیلات خود را در طول ترم تابستان ۱۸۱۰ در دانشگاه ینا ادامه داد. در زمستان ۱۸۱۰، او در دانشگاه ارلانگن مشغول به تحصیل بود. او در نوامبر به سپاه اونولدیا پیوست و از ژانویه ۱۸۱۱ تا خروجش در مارس ۱۸۱۱، او به عنوان مشاور انجمن برادری مشغول به کار بود.

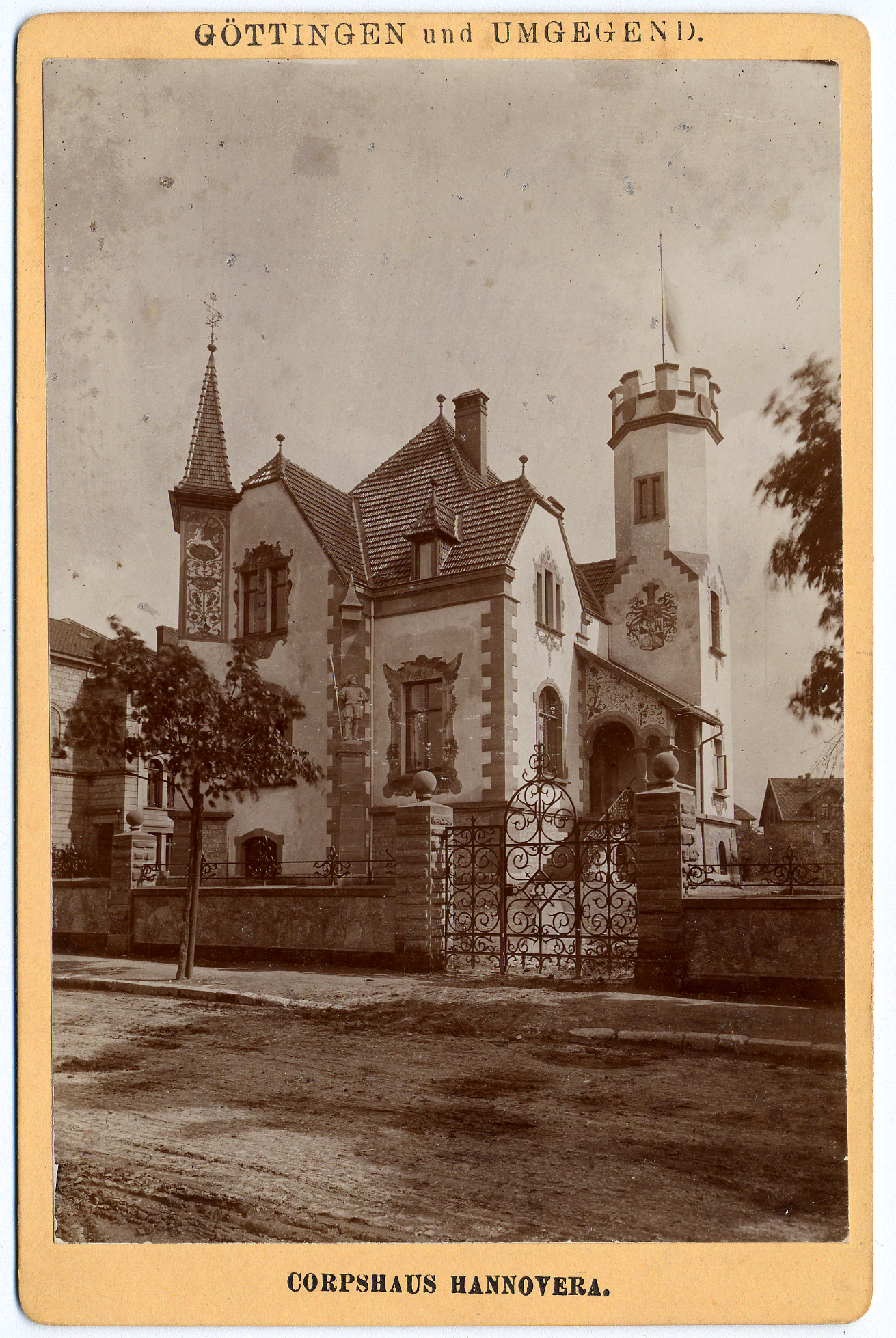
Corpshaus Hannovera، جایی که آدولف به عنوان مؤسس انجمن برادری در آنجا اقامت داشت

در مارس ۱۸۱۱ او به عنوان دانشجوی دانشگاهی به ارتش پادشاهی وورتمبرگ پیوست و برای اولین بار در آکادمی نظامی در لودویگزبورگ شرکت کرد. در اوت ۱۸۱۱ به ستوان دوم "گاردهای پیاده" و در ۱۹ فوریه ۱۸۱۲ به ستوان گردان موسوم به "König" Jager ارتقا یافت. در ماه مارس او داوطلبانه در تهاجم ناپلئون به روسیه شرکت کرد. در ۱۶ اوت ۱۸۱۲ در جریان نبرد اسمولنسک بر اثر اصابت گلوله به کتف به شدت مجروح شد. گلوله را می‌شد بعد از حدود چهل روز خارج کرد. او با آمبولانس در ۹ دسامبر ۱۸۱۲ به ویلنا رسید، جایی که در مقابل دروازه سپیده دم توسط یک توپ به آتش کشیده شد. در دمای ۳۹- درجه، او را به خانه خاخام آرون آوردند و شب بعد بر اثر جراحات و سرمازدگی درگذشت. با مرگ او، خانواده ناسائو-زاربروکن در خط مردانه خاموش شدند. از او مادر، دو خواهر متأهل، همسر و دخترش به یادگار ماند. مادرش دوشس کاترین تا سال‌ها از تأیید مرگ او خودداری کرد. تنها زمانی که سالها بعد تزار او را به دربارش در مسکو دعوت کرد تا به او اطلاع دهد که تحقیقات به دستور امپراتوری او گور را پیدا کرده‌است، او خود را به حقیقت تسلیم کرد.